# Unione interparlamentare
L'Unione interparlamentare (in inglese, Inter-Parliamentary Union, IPU; in francese, Union Interparlementaire, UIP) è una organizzazione internazionale composta da membri dei Parlamenti nazionali mondiali. I suoi scopi principali sono la promozione della forma di governo democratica, la responsabilità e la cooperazione fra i suoi membri. Altre iniziative includono inoltre la promozione dell'uguaglianza di genere fra le legislature nazionali, della partecipazione dei giovani alla politica e dello sviluppo sostenibile.
L'organizzazione fu fondata nel 1889 come Congresso interparlamentare dagli statisti francese Frédéric Passy e britannico William Randal Cremer, con lo scopo di creare il primo forum permanente per i negoziati politici multilaterali. Inizialmente, l'appartenenza all'UIP era riservata ai singoli parlamentari, ma con gli anni si è passati a includere i Parlamenti nella loro interezza. Attualmente, sono associati i Parlamenti nazionali di 179 Paesi, mentre 14 assemblee parlamentari macro-regionali sono membri associati.
La UIP nella sua storia ha favorito lo sviluppo di altre organizzazioni internazionali volte alla difesa del diritto, come la Corte permanente di arbitrato de L'Aia, e ha fornito le basi per la creazione della Società delle Nazioni e dell'Organizzazione delle Nazioni Unite. L'organizzazione gode dello status di membro osservatore permanente delle Nazioni Unite, e otto persone associate all'organizzazione, fra cui i fondatori Passy e Cremer, hanno vinto il Premio Nobel per la pace.

## Presidenti
| Presidente                 | Paese          | Inizio            | Fine              |
| -------------------------- | -------------- | ----------------- | ----------------- |
| Frédéric Passy             | Francia        | 1899              | 1909              |
| Auguste Beernaert          | Belgio         | 1909              | 1912              |
| Philip Weardale            | Regno Unito    | 1912              | 1922              |
| Theodor Adelsward          | Svezia         | 1922              | 1928              |
| Fernand Bouisson           | Francia        | 1928              | 1934              |
| Henry Carton de Wiart      | Belgio         | 1934              | 1947              |
| William Wedgwood Benn      | Regno Unito    | 1947              | 1957              |
| Giuseppe Codacci Pisanelli | Italia         | 1957              | 1962              |
| Pascoal Ranieri Mazzilli   | Brasile        | 1962              | 1967              |
| Abderrahman Abdennebi      | Tunisia        | 1967              | 1968              |
| André Chandernagor         | Francia        | 1968              | 1973              |
| Gurdial Singh Dhillon      | India          | 1973              | 1976              |
| Thomas Williams            | Regno Unito    | 1976              | 1979              |
| Rafael Caldera             | Venezuela      | 21 settembre 1979 | 22 settembre 1982 |
| Johannes Virolainen        | Finlandia      | 22 settembre 1982 | marzo 1983        |
| Emile Cuvelier             | Belgio         | marzo 1983        | ottobre 1983      |
| Izz El Din El Sayed        | Sudan          | ottobre 1983      | aprile 1985       |
| John Page                  | Regno Unito    | aprile 1985       | settembre 1985    |
| Hans Stercken              | Germania Ovest | settembre 1985    | 1988              |
| Daouda Sow                 | Senegal        | 1988              | 1991              |
| Michael Marshall           | Regno Unito    | 1991              | 1994              |
| Ahmad Fathi Sorour         | Egitto         | 1994              | 1997              |
| Miguel Ángel Martínez      | Spagna         | 1997              | 1999              |
| Najma Heptulla             | India          | 1999              | 2002              |
| Sergio Paez Verdugo        | Cile           | 2002              | 19 ottobre 2005   |
| Pier Ferdinando Casini     | Italia         | 19 ottobre 2005   | 15 ottobre 2008   |
| Theo-Ben Gurirab           | Namibia        | 15 ottobre 2008   | 2011              |
| Abdelwahad Radi            | Marocco        | 2011              | 2014              |
| Saber Hossain Chowdhury    | Bangladesh     | 2014              | 18 ottobre 2017   |
| Gabriela Cuevas Barron     | Messico        | 18 ottobre 2017   | 9 novembre 2020   |
| Duarte Pacheco             | Portogallo     | 9 novembre 2020   | 1 febbraio 2023   |
| Tulia Ackson               | Tanzania       | 1 febbraio 2023   | In carica         |